# Wendy McElroy
Wendy McElroy   (Canadà, 1951) és una autora, investigadora i conferenciant canadenca. És una de les principals teòriques del feminisme llibertari: a la dècada del 1990 en proposà alguns fonaments ideològics, n'estudià els antecedents històrics, l'aliança amb el feminisme pro-sex, amb el moviment pels drets humans, i encunyà per a aquest enfocament feminista el terme «feminisme individualista».
Juntament amb Carl Watner i George H. Smith fundà la revista The Voluntarist al 1982, la qual proposava un corrent de filosofia política anomenat voluntarisme. És investigadora associada de l'Independent Institute i col·laboradora per a Fox News i Lewrockwell.com. McElroy també és historiadora de l'anarquisme individualista nord-americà del s. XIX.

## Pensament

### Dones i pornografia
Es diu d'ella mateixa «sexepositiva»: defensa la disponibilitat de la pornografia, afirma que és un reconeixement social de la sexualitat femenina, i condemna les campanyes feministes antipornografia. També ha criticat les lleis contra l'assetjament sexual que criminalitzen l'atracció sexual en dependre de la sensibilitat de qui se sent assetjat sense un criteri sòlid.
El seu treball teòric s'estén a la crítica general del feminisme de perspectiva de gènere i la discriminació positiva, i indica que la seua aplicació perjudica la llibertat de triar de les dones.

### Escepticisme sobre la «cultura de la violació»
McElroy creu que les dades sobre delictes de violació són extremament inexactes i que la «cultura de la violació» és una fal·làcia creada per feministes "políticament correctes". És autora de Rap Culture Hysteria, en què afirma que la cultura de la violació és un resultat de la histèria popular en desavantatge dels homes, i en concret dels homes blancs.
Ha criticat les polítiques d'assetjament sexual i, en particular, les polítiques de tolerància zero en l'escola primària, que considera "massa àmplies i imprecises" i basades en informes parcials (desfavorables per als menors homes).

### Drets dels homes
En concordança amb l'anterior, McElroy sosté una defensa —que ella anomena feminista— dels drets masculins. Addueix que dins del moviment de dones sorgiren dues tendències, una de llibertària i l'altra d'ideològica o "de gènere". Assenyala que aquesta darrera ha predominat en les organitzacions més importants del feminisme davant les dificultats i fracassos del feminisme tradicional per aconseguir la igualtat de dones i homes, portant un discurs de tall venjatiu i misàndric, i ha aconseguint que les lleis de família i laborals que afavoreixen la dona, alhora, impliquen un tracte injust per als homes.

### Capitalisme i govern
En explicar la seua posició «voluntarista» pel que fa al capitalisme, diu que "té una marcada preferència personal pel capitalisme de lliure mercat com el sistema econòmic més productiu, just i sensible sobre la faç de la Terra", però reconeix que el lliure mercat permet altres tipus de sistemes. El que ella vol per a la societat "no és necessàriament un règim capitalista, sinó un sistema de lliure mercat en què tothom puga prendre les decisions pacífiques que desitgen amb el seu propi cos i mà d'obra." Per tant, no es diu a si mateixa capitalista, sinó en pro d'un lliure mercat.
La seva recerca històrica de l'anarquisme individualista promercat del s. XIX i les seues controvèrsies teòriques l'han convertida en una veu reconeguda d'aquest tema. McElroy dona crèdit al llibre Man, Economy, and State, de Murray Rothbard -teòric de l'anarcocapitalisme- com "l'únic responsable de la seua inflexió des de la promoció del govern limitat cap a una vida de treball dins de la tradició anarquista individualista."
McElroy està a favor del lloc web de denúncies Wikileaks i el seu director Julian Assange. McElroy ha estat crítica amb l'imperialisme i la política exterior intervencionista dels Estats Units, fins i tot ha arribat a referir-se als Estats Units com "el policia del món".

## Llibres
- Rap Culture Hysteria: Fixing the Damage Doni to Men and Women, ISBN 978-1533629401.
- National Identification Systems: Essays in Opposition, by Carl Watner, Wendy McElroy, January 1, 2004, ISBN 0-7864-1595-9.
- Debats of Liberty: An Overview of Individualist Anarchism, 1881-1908, February 1, 2003, ISBN 0-7391-0473-X.
- Liberty for Women: Freedom and Feminism in the Twenty-First Century, May 1, 2002, ISBN 1-56663-435-0.
- Sexual Correctness: The Gender-Feminist Attack on Women, June 2001.
- Dissenting Electorate: Those Who Refuse to Vote and the Legitimacy of Their Opposition by Carl Watner, Wendy McElroy, January 1, 2001.
- Individualist Feminism of the Nineteenth Century: Collected Writings and Biographical Profiles, January 1, 2001.
- Queen Silver : The Godless Girl (Women's Studies (Amherst, N.I.) by Wendy McElroy, Queen Selections Silver, December 1, 1999. Biografia sobre la seua amiga Queen Silver, una antiga activista anarquista socialista.
- Freedom, Feminism, and the State by Wendy McElroy, Lewis Perry, February 1, 1999.
- The Reasonable Woman: A Guide to Intellectual Survival, April 1, 1998.
- XXX: A Woman's Right to Pornography by Wendy McElroy, Prelude Pr, 1995, ISBN 0-312-13626-9.
- Liberty, 1881-1908: A Comprehensive Index, Gener 1982. Sobre la història de la revista Liberty, fundada per Benjamin Tucker el 1881 i des de la qual es defensaren, amb més o menys regularitat, postulats anarquistes individualistes.